# دميتري بافلوف (جنرال)
جنرال الجيش دميتري غريغوريفيتش بافلوف (بالروسية: Дми́трий Григо́рьевич Па́влов) وُلد في قرية فونوخ (بافلوفنو حاليا)، مقاطعة كولوغريفسكي، بكوستروما أوبلاست بالإمبراطورية الروسية بتاريخ 23 أكتوبر 1897، قاد الجبهة الغربية السوفيتية مع طليعة الأيام الأولى لبداية الغزو الألماني للاتحاد السوفيتي في يونيو 1941، ومع تلقي قواته للهزائم المتتالية خلال الأيام الأولى من الحملة الألمانية أُعفي من منصبه وأُلقي القبض عليه بعدما وُجهت إليه تُهم الإهمال الجسيم وعدم الكفاءة والتآمر على الاتحاد السوفيتي وصدر الحكم في 22 يوليو 1941 بتجريده من رتبه وألقابه العسكرية كما صدر بحقه حكم المحكمة العسكرية بالإعدام رميا بالرصاص، ونُفذ الحكم يوم صدوره بمقر مفوضية الشعب للشؤون الداخلية في موسكو ودُفنت الجثة بمقبرة نفايات قريبة من المدينة، وفي عام 1956 صدر مرسوم عام من الاتحاد السوفيتي بتبرئة بافلوف ورد اعتباره لعدم ثبوت أدلة الإدانة، كما صدر الحكم نفسه تجاه القادة العسكريين الآخرين الذين أُعدموا للأسباب نفسها، وبافلوف أحد الحاصلين على وسام بطل الاتحاد السوفيتي والذي ناله عام 1937 خلال مشاركته في الحرب الأهلية الإسبانية.

## وصلات خارجية
- (بالروسية) السيرة الذاتية من موقع hronos.km.ru
- (بالروسية) السيرة الذاتية من موقع warheros.ru